# جيمس بي. ريكيتس
جيمس بي. ريكيتس (بالإنجليزية: James Brewerton Ricketts)‏ هو ضابط أمريكي، ولد في 21 يونيو 1817 في نيويورك في الولايات المتحدة، وتوفي في 22 سبتمبر 1887 في واشنطن العاصمة في الولايات المتحدة.